# Zábeštní Lhota
Zábeštní Lhota település Csehországban, Přerovi járásban. Zábeštní Lhota Přerov és Sobíšky településekkel határos. Lakosainak száma 178 fő (2024. január 1.).

## Népesség
A település lakosságának változását az alábbi diagram mutatja:
| Lakosok száma | 269  | 245  | 256  | 219  | 168  | 148  | 168  | 173  | 176  | 178  |
|               | 1869 | 1890 | 1921 | 1950 | 1980 | 2001 | 2017 | 2019 | 2022 | 2024 |